# Nachiczewańska Autonomiczna Socjalistyczna Republika Radziecka
Nachiczewańska Autonomiczna Socjalistyczna Republika Radziecka, Nachiczewańska ASRR – republika autonomiczna w Związku Radzieckim, wchodząca w skład Azerbejdżańskiej Socjalistycznej Republiki Radzieckiej.
Obszar przyszłej Nachiczewańskiej ASRR w przybliżeniu pokrywał się z obszarem krainy historycznej Nachiczewan, o mieszanym ormiańsko-azerskim charakterze narodowościowym. Jako taki stanowił przedmiot konfliktu między efemerycznymi republikami Armenii i Azerbejdżanu, powstałymi po rozpadzie Federacji Zakaukaskiej. Do czasu sowieckiego podboju Zakaukazia Nachiczewan pozostawał pod władzą Armenii, która w 1919 zlikwidowała proklamowaną tu efemeryczną Republikę Araksu. 
Po zajęciu tych terenów przez radziecką 11 Armię, na sowieckich bagnetach, miejscowi i napływowi bolszewicy proklamowali 28 lipca 1920 Nachiczewańską SRR jako niezależny organizm państwowy „blisko związany” z utworzoną trzy miesiące wcześniej sowiecką Azerbejdżańską SRR. Na takim rozstrzygnięciu zaważyło zaangażowanie kemalistowskiej Turcji, zmierzającej do likwidacji Armenii i wzmocnienia żywiołu tureckiego (azerskiego) na Zakaukaziu. Dlatego Nachiczewan został wymieniony jako terytorium o specjalnym statusie w kolejnych traktatach międzynarodowych z udziałem Turcji: w traktacie moskiewskim z 16 marca 1921 i w traktacie karskim z 23 października 1921. W wykonaniu tych układów, regulując stosunki narodowe na Zakaukaziu, rząd sowiecki 9 lutego 1924 proklamował utworzenie Nachiczewańskiej ASRR jako wchodzącej w skład Azerbejdżańskiej SRR jednostki autonomicznej zamieszkanej przez znaczną mniejszość ormiańską. 
Podporządkowanie Nachiczewanu Azerbejdżanowi, mimo stłumienia konfliktów narodowościowych przez sowiecki terror, spowodowało systematyczny exodus Ormian do Armeńskiej SRR. Z 15% ludności w 1926 ich odsetek spadł do 1,4% w 1979. 
Po upadku władzy sowieckiej na Zakaukaziu pod koniec lat 80. XX wieku, w styczniu 1990 Rada Najwyższa Nachiczewańskiej ASRR ogłosiła wystąpienie z ZSRR. Po krótkim okresie zamętu związanego z walką o władzę w Azerbejdżanie władze tego państwa powołały Nachiczewańską Republikę Autonomiczną jako autonomiczną jednostkę administracyjną w ramach Republiki Azerbejdżanu.